# گرانادییا د آبنا
گرانادییا د آبنا (به اسپانیایی: Granadilla de Abona) یک شهرستان در اسپانیا با جمعیت ۴۲٬۵۴۵ نفر است که در جزایر قناری واقع شده‌است.